# 3824 Brendalee
3824 Brendalee è un asteroide della fascia principale. Scoperto nel 1929, presenta un'orbita caratterizzata da un semiasse maggiore pari a 2,2535647 UA e da un'eccentricità di 0,2372783, inclinata di 2,80151° rispetto all'eclittica.